# آمال الهذيلي
آمال الهذيلي هي ممثلة تونسية شاركت في عدد من الأعمال التي تميزت فيها.

## أعمالها

### الأفلام الطويلة
- 1994 :  صمت القصور لمفيدة التلاتلي بدور خديجة.
- 1996 :  صيف حلق الوادي لفريد بوغدير.
- 1996 :  عسل ورماد لنادية فارس أنكلير بدور أمينة.
- 1997 :  بنت فاميليا لالنوري بوزيد بدور عايدة.
- 1998 :  غدوة نحرق لمحمد بن إسماعيل بدور فاطمة.
- 2017 : تونس الليل لإلياس بكار بدور آمال.

### الأفلام التلفزية
- 1995 : الخروف الأسود لفرانسيس غيلتزل بدور سميرة.

## وصلات خارجية
- آمال الهذيلي على موقع IMDb (الإنجليزية)
- آمال الهذيلي على موقع قاعدة بيانات الأفلام العربية
- آمال الهذيلي على موقع ألو سيني (الفرنسية)
- آمال الهذيلي على موقع أول موفي (الإنجليزية)
- آمال الهذيلي على موقع قاعدة بيانات الأفلام السويدية (السويدية)
- آمال الهذيلي على موقع قاعدة بيانات الفيلم (الإنجليزية)
- آمال الهذيلي على موقع كينوبويسك (الروسية)